# 无工质型发动机
无工质型发动机（英語：propellantless drive），即无需火箭推进剂的发动机。有别于传统的需要喷射工质的发动机，无工质型发动机是不需要工作物质的。工质即工作物质，传统的工质型发动机（火箭和喷气式飞机）是依据动量守恒定律，靠燃料燃烧向后喷射工质来实现推进的。无工质发动机则相反。